# Aborto no Chile
No Chile, o aborto era rigidamente proibido, haja vista que não existiam exceções para nenhum caso, nem mesmo em caso de estupro ou risco de vida da mulher. O país é considerado um dos que mais combatem a prática no mundo. Um dos fatores que influenciaram nessa rígida legislação sobre o aborto é o fato de a Igreja Católica, que é contra a prática, ter forte influência política, de jure, porém, o Chile é um Estado laico.
No entanto, em agosto de 2017, a pauta promovida pela Presidente Michelle Bachelet foi aprovada no parlamento chileno, e mantida, mesmo após o oferecimento de recursos ao Tribunal Constitucional por parte de parlamentares de direita. Assim, ao rejeitar os recursos, o Tribunal Constitucional chileno, por 6 votos a favor e 4 contra, em decisão inapelável, decidiu pela possibilidade de aborto em caso de risco à vida da mulher, inviabilidade fetal e estupro.

## Legislação
O aborto terapêutico foi permitido pelo Código de Saúde de 1931, mas abolido pelo regime militar no país em 15 de setembro de 1989, com o argumento de que, devido aos avanços da medicina o aborto "não se justifica mais". Antes da proibição, qualquer mulher cuja vida estava em perigo por causa da gravidez poderia solicitar o aborto caso fosse aprovada por dois médicos.
As leis que proibiam o aborto estavam codificadas nos artigos 342 a 345 no Código Penal sob o título de "Crimes e Delitos contra a Ordem da Família, a Moralidade Pública e a Integridade Sexual". A lei puno o aborto induzido por medicamentos e outras práticas, bem como o resultado de violência contra a mulher. A pessoa que faz o aborto com o consentimento da mulher também é punido. A pena para o procedimento é de 3 a 5 anos de prisão. A Constituição afirma no artigo 19-1 que "a lei protege a vida daqueles prestes a nascer".
Desde 1990, 15 projetos de lei relacionados com o aborto foram apresentadas por parlamentares do Congresso para discussão; 12 na Câmara dos Deputados e 3 no Senado. Cerca de metade solicitando o aumento das penas e a criação de obstáculos legais para tornar mais difícil a legalização do aborto. Duas outras sugeriram a construção de monumentos para as "vítimas inocentes do aborto". Quatro projetos solicitaram que o aborto fosse legalizado em casos de risco de vida à gestante ou em casos de estupro. Até o início da década de 2010, nove estavam em andamento e um foi rejeitado, enquanto cinco foram arquivados. Dois projetos de lei idênticos solicitam o re-estabelecimento do aborto terapêutico, como era antes de 1989 e estão em revisão pela Comissão Médica da Câmara, a primeira foi apresentada em 23 de janeiro de 2003 e a última em 19 de março de 2009.
Em novembro de 2004, a Organização das Nações Unidas pediu ao Chile que legalize o aborto em casos de estupro e incesto. Em 2007, o Conselho de Direitos Humanos da ONU expressou preocupação com as "restrições indevidas" das leis que regulam o aborto no país, especialmente em casos em que a vida da mulher está em risco. O Escritório do Alto Comissário das Nações Unidas para os Direitos Humanos também disse em maio de 2009 que as "leis de aborto são excessivamente restritivas". Um projeto de lei encaminhado em janeiro de 2015 propondo a descriminalização do aborto em caso de risco de vida para a mulher, quando a gravidez resulta de um estupro, e quando o feto é inviável.
Em março de 2016, a Câmara dos Deputados aprovou o aborto nas situações de inviabilidade do feto, estupro ou risco de morte para a mãe.
Em agosto de 2017, o Congresso aprovou o aborto  nas situações de inviabilidade do feto, estupro ou risco de morte para a mãe. O Tribunal Constitucional chileno rejeitou os recursos oferecidos pelos parlamentares de direita, que alegavam que o projeto de lei atentava diretamente contra a Constituição, que consagra o direito à vida. A decisão se manteve, por 6 votos à 4.

## Saúde feminina
A preocupação em torno das altas taxas de mortalidade materna decorrente do aborto ilegal levou o governo do Chile a lançar um programa de planejamento familiar em 1964. As mortes em decorrência de complicações do aborto ilegal cairam de 118 para 24 a cada cem mil nascidos vivos entre 1964 e 1979.
Houve também uma significativa diminuição estatística da mortalidade materna devido ao aborto de 1990 a 2010. Atribui-se a queda nas internações por aborto durante esse período ao crescente uso de antibióticos e processos de esterilização pelos fornecedores de aborto ilegal, à maior disponibilidade do Misoprostol e ao aumento do uso de métodos contraceptivos.
No período de 2000 a 2004, o aborto era a terceira principal causa de mortalidade materna no país, respondendo por 12% de todas as mortes maternas. Embora não existam estatísticas precisas, é estimado que, entre 2000 e 2002, foram feitos entre 132.000 e 160.000 abortos ilegais no país.
Um estudo de 1997 mostrou que a maioria das oitenta mulher que foram processadas em Santiago tiveram um aborto quando eram jovens, mães solteiras e que trabalhavam como empregadas domésticas ou que haviam mudado da área rural para as cidades. Ele constatou também que a maior parte das mulheres que foram acusadas às autoridades pelo hospital em que procurou tratamento por suas complicações, não tiveram representação legal ou foram defendidas por estudantes inexperientes de direito.